# Le Cercle 2
Pour les articles homonymes, voir Le Cercle.
Série
Le Cercle
(2002) Le Cercle : Rings
(2017)
Pour plus de détails, voir Fiche technique et Distribution.
Le Cercle 2 (The Ring Two) est un slasher américain réalisé par Hideo Nakata et sorti en 2005. Il s'agit de la suite du film Le Cercle sorti en 2002, lui-inspiré de l’œuvre de Kōji Suzuki.
Six mois après les horribles événements qui leur avaient fait fuir Seattle, Rachel Keller et son jeune fils, Aidan, se sont réfugiés à Astoria, dans l'Oregon. La journaliste espère oublier ses épreuves dans cette paisible bourgade côtière, mais de nouvelles menaces ne tardent pas à planer sur sa vie. Un crime énigmatique, commis à l'aide d'une cassette vidéo trop familière, donne l'alerte : l'esprit de Samara n'a pas renoncé à sa vengeance et Rachel va devoir enquêter sur le lointain passé de la fillette pour arrêter le cycle infernal de ses violences.

## Synopsis
Six mois après , la vidéo maudite de Samara Morgan a circulé parmi les adolescents à Astoria, dans l'Oregon. Jake Pierce est à son septième jour selon les règles de la vidéo et demande à son amie Emily de regarder la vidéo. Il entre brièvement dans sa cuisine pendant qu'Emily regarde soi-disant la cassette. Jake reçoit un appel téléphonique et pense d'abord que c'est Samara, mais est soulagé de réaliser que ce n'est que son ami avec qui il avait prévu de tromper Emily pour qu'elle regarde la bande. Soudain, Jake remarque un liquide sombre coulant sous la porte de la cuisine et court vers le salon, pour découvrir qu'Emily s'est caché les yeux pendant que la cassette vidéo défilait. Jake est ensuite rapidement assassiné par Samara.
Rachel Keller et son fils, Aidan, ont déménagé à Astoria après s'être débarrassés de la bande. Rachel travaille au Daily Astorian pour l'éditeur Max Rourke. Rachel apprend la mort de Jake, et se faufile dans l'ambulance contenant le cadavre de Jake. Comme elle le redoutait, son visage est défiguré. Samara apparait et l'attrape par le bras, déclarant qu'elle l'a retrouvée. Au commissariat, Rachel parvient à interroger furtivement Emily. Elle se rend à la maison de Jake, s'y introduit en récupérant une clé cachée dans une pierre à l'extérieur et récupère la vidéo dans le magnétoscope. Elle se rend dans un champ isolé et brûle la cassette vidéo. Aidan fait un cauchemar, dans lequel Samara l'entraîne dans leur télévision. Il commence bientôt à développer une hypothermie et des ecchymoses sur les bras. Lors d'une foire de Comté, Aidan se rend dans les toilettes publiques et prend des photos de son reflet, où Samara apparaît. Rachel le ramène chez eux mais ils sont attaqués par des cerfs sauvages en chemin. Rachel se rend compte qu'Aidan est peut-être possédé par l'esprit de Samara.
Max les héberge chez lui. Pendant que Rachel tente de donner un bain à Aidan, il développe une peur irrationnelle de l'eau. Samara fait léviter l'eau du bain, remplaçant Aidan par elle-même et terrorisant Rachel pour qu'elle essaie de le noyer. Max entre, la voyant noyer Aidan à la place, et la force à emmener son fils à l'hôpital. Sur la base des ecchymoses d'Aidan, la psychiatre Emma Temple soupçonne que Rachel, qui admet avoir souffert d'une dépression post-partum, le maltraite, et la psychiatre renvoie Rachel chez elle. À la recherche de réponses, Rachel retourne à la ferme des Morgan sur l'île de Moesko, trouvant des preuves de la mère biologique de Samara, Evelyn, qui a tenté de la noyer lorsqu'elle était bébé. Rachel rend visite à Evelyn dans un hôpital psychiatrique, où celle-ci lui conseille « d'écouter son bébé ».
À l'hôpital, Samara prend le contrôle du corps d'Aidan et force télépathiquement le Dr Temple à se suicider par embolie gazeuse avant de retourner chez Max. Max rentre chez lui, soupçonne un acte criminel et essaie de prendre secrètement des photos d'Aidan. Rachel se rend chez Max, trouve Aidan qui l'attend et trouve que son comportement n'est pas habituel. Elle sort de la maison et est horrifiée à la vue du cadavre défiguré de Max, dans sa camionnette. Rachel rentre à nouveau dans la maison de Max, s'endort dans une chambre, et rêve d'Aidan, qui lui dit qu'elle devra le noyer pour que Samara quitte son corps. À son réveil, Rachel drogue Samara avec des somnifères et la place dans le bain pour la noyer. Samara finit par quitter le corps d'Aidan, mais apparaît à la télévision. Rachel se laisse entraîner dans le monde monochromatique de Samara, la bande vidéo.
Se trouvant au fond du puits dans lequel Samara est décédée, Rachel découvre que le couvercle du puits est partiellement ouvert. Elle escalade les murs du puits, poursuivie par le fantôme vengeur de Samara, mais parvient à lui échapper à temps en grimpant et en refermant le couvercle sur Samara, mettant un terme définitif à la malédiction.
Errant dans les bois, Rachel arrive sur la falaise où la mère adoptive de Samara, Anna, s'est suicidée. Entendant la voix d'Aidan, Rachel tombe de la falaise dans l'eau. Elle ouvre les yeux et retrouve Aidan, chez elle. La malédiction étant stoppée, ils peuvent enfin mener une vie paisible.

## Fiche technique
Sauf indication contraire, les informations mentionnées dans cette section peuvent être confirmées par les bases de données cinématographiques IMDb et Allociné,  présentes dans la section « Liens externes ».
- Titre original : The Ring Two
- Titre français : Le Cercle 2
- Réalisation : Hideo Nakata
- Scénario : Ehren Kruger, d’après le roman Ringu 2 de Kōji Suzuki
- Musique : Henning Lohner, Martin Tillman
  - Compositeur du thème musical : Hans Zimmer
- Direction artistique : Christa Munro
- Décors : Jim Bissell
- Costumes : Wendy Chuck
- Photographie : Bojan Bazelli
- Son : Jack Ford, Doug Hemphill, David MacMillan, Paul Massey, Paul Pavelka, George Simpson, William Stein, Elliot Tyson, Ethan Van der Ryn
- Montage : Michael N. Knue
- Production : Laurie MacDonald et Walter F. Parkes
  - Production déléguée : Roy Lee, Mike Macari, Neil A. Machlis et Michele Weisler
  - Coproduction : Michele Imperato
  - Coproduction déléguée : Chris Bender, Neal Edelstein et J.C. Spink
- Sociétés de production : BenderSpink, Dreamworks Pictures et Parkes/MacDonald Image Nation
- Sociétés de distribution : DreamWorks Distribution (États-Unis) ; United International Pictures (France, Belgique, Suisse romande)
- Budget : 50 millions USD[2]
- Pays de production :  États-Unis
- Langue originale : anglais
- Format : couleur (Technicolor) — 35 mm — 1,85:1 — son DTS / Dolby Digital / SDDS
- Genre : horreur, fantastique
- Durée : 110 minutes ; 119 minutes (version non censurée)
- Dates de sortie[3] :
  - États-Unis, Québec : 18 mars 2005[4]
  - France, Belgique, Suisse romande : 30 mars 2005[5],[6],[7]
- Classification[8] :
  - États-Unis : accord parental recommandé, film déconseillé aux moins de 13 ans (PG-13 - Parents Strongly Cautioned)[N 1]
  - France : interdit aux moins de 12 ans[9],[N 2]
  - Belgique : potentiellement préjudiciable jusqu'à 16 ans (KNT/ENA : Kinderen Niet Toegelaten  / Enfants Non Admis)[6],[10],[N 3]
  - Suisse romande : interdit aux moins de 14 ans[11]
  - Québec : 13 ans et plus (13+ / 13 years and over)[4]

## Distribution
- Naomi Watts (VF : Hélène Bizot) : Rachel Keller
- David Dorfman (VF : Théo Gebel) : Aidan Keller, fils de Rachel
- Daveigh Chase : Samara Morgan
- Simon Baker (VF : Guillaume Orsat) : Max Rourke, employeur de Rachel
- Elizabeth Perkins (VF : Maité Monceau) : Dr Emma Temple
- Gary Cole : Martin Savidge
- Sissy Spacek (VF : Nathalie Régnier) : Evelyn
- Mary Elizabeth Winstead (VF : Nathalie Régnier) : Evelyn jeune
- Ryan Merriman (VF : Emmanuel Garijo) : Jake Pierce
- Emily VanCamp (VF : Ariane Aggiage)[12] : Emily
- Kelly Stables : Samara Morgan (esprit vengeur)
- Shannon Cochran : Anna Morgan (non créditée)

## Accueil

### Accueil critique
Lors des 28e Stinkers Bad Movie Awards en 2005, le film a été nommé pire suite ainsi que le film d'horreur le moins effrayant.

### Box-office
| Pays ou région    | Box-office      | Date d'arrêt du box-office | Nombre de semaines |
| ----------------- | --------------- | -------------------------- | ------------------ |
| États-Unis Canada | 76 231 249 $    | 16 juin 2005               | 10                 |
| Japon             | 2 389 632 $     | 3 juillet 2003             | 3                  |
| France            | 766,922 entrées | 3 mai 2005                 | 5                  |
| International     | 85 220 289 $    | 30 juin 2005               | 12                 |
| Monde             | 161 451 538 $   | 30 juin 2005               | 12                 |

Le film a rapporté 76 231 249 dollars de recettes en Amérique du Nord et 85 220 289 dollars de recettes internationales pour un total de 161 451 538 dollars de recettes mondiales. En France, le film a fait un total de 766,922 entrées.

## Distinctions

### Récompenses

#### 2006
- ASCAP Film and Television Music Awards : meilleur compositeur d'un blockbuster pour Hans Zimmer
- BMI Film and TV Awards : Prix BMI de la meilleure musique de film pour Henning Lohner

### Nominations

#### 2005
- Golden Schmoes Awards :
  - Pire film de l'année
  - La plus grande déception de l'année
- Golden Trailer Awards :
  - Meilleure bande-annonce d'un film d'horreur
  - Meilleure voix de doublage
- International Film Music Critics Award (IFMCA) : meilleure musique originale pour un film d'horreur / thriller pour Henning Lohner, Martin Tillman et Hans Zimmer
- Teen Choice Awards :
  - Meilleur film thriller
  - Meilleure scène de cri pour Naomi Watts (pour la séquence où Rachel hurle lorsqu'elle découvre que son fils est possédé)
  - Meilleure scène effrayante (pour la scène du cerf)

#### 2006
- MTV Movie Awards, Russia : meilleur film international

## Éditions en vidéo
En France, le film Le Cercle 2 est sorti en DVD le 4 octobre 2005. Par la suite, le film est ressorti en DVD le 18 octobre 2006, puis en VOD le 13 novembre 2017 ainsi qu'en Blu-ray le 2 mai 2019.